# عبد الله بن عمر بامخرمة
عبد الله بن عمر بامخرمة (907 - 972 هـ) فقيه وشاعر وقاضي من أجل علماء الشحر وقضاتها ومن أفقه فقهاء عصره. كان معروفا بين أهل عصره بأنه حُجّه يُعتمد عليه في مذهب الشافعية، حتى لقبه الناس في ذلك العصر بالشافعي الأخير أو الصغير. ولي القضاء بالشحر مرتين وفي آخر عمره قام بعدن، وولي بها مشيخة التدريس ومواضع متعددة، وقُصد بالفتاوى من الجهات النازحة والأقاليم البعيدة، وله مصنفات عديدة مشهورة.

## نسبه
عبد الله بن عمر بن عبد الله بن أحمد بن علي بن أحمد بن إبراهيم بامخرمة السيباني الحميري.

## مولده ونشأته
ولد في الشحر بحضرموت في العاشر من شهر جمادى الآخرة سنة 907 هـ. حفظ القرآن وهو ابن سبع سنين، وجد واجتهد وتبحر في العلوم حتى برع وانتصب للتدريس والفتوى، وكان أعجوبة في الذكاء والحفظ، وله ملكة قوية في الاستنباط والاستدراك، واعتنى بعلم الفقه اعتناء تاما بحيث يقال له الشيخ الشافعي الأخير.

## شيوخه
وأجازه أكثر مشايخه في الإفتاء والتدريس، وأخذ عن:
| - والده عمر بن عبد الله بامخرمة - عمه الطيب بن عبد الله بامخرمة | - عبد الله بن أحمد باسرومي - محمد بن محمد البكري - محمد بن علي بن عراق | - علي بن عبد الله السمهودي - أحمد بن محمد الطنبداوي - أحمد بن عمر المزجد | - عبد الرحمن بن علي الديبع |

## تلاميذه
ودرّس في بلاده وزبيد وعدن وتعز والحرمين، وممن أخذ عنه من العلماء الأعلام:
| - محمد بن عبد الرحيم باجابر | - محمد بن عبد القادر الحباني - عبد القادر بن عبد الله بافضل | - عبد الله بن محمد باسنجلة - محمد بن أحمد باعلي بن عفيف |  |

## توليه القضاء
ولي قضاء الشحر سنة 943 هـ مدة يسيرة ثم استقال، ثم ولي قضاءها ثانية سنة 954 هـ، فأقام خمسة أشهر وعزل نفسه، ورحل إلى عدن وتولى منصب الإفتاء ونظارة الأوقاف ووظائف التدريس في المدرسة الظاهرية والمدرسة المنصورية والمدرسة الفرحاتية عدى الدروس العامة في الجامع. وانتهت إليه رئاسة العلم والفتوى في جميع الجهات، وأقبل عليه الناس من كل بلد، وقُصد بالفتيا من الهند، والسواحل [الإنجليزية]، ومليبار، وآشيه، وعمان، وهرمز. وكان عمه الطيب يقول: «لا أستطيع على ما يستطيع عليه ابن أخي في حل المشكلات وتحرير الجوابات على المسائل الغامضات»، وكان تلميذه محمد بن عبد القادر الحباني يعظمه جدا ويرجحه على والده.

## رحلاته
رحل إلى مكة سنة 946 هـ، وعاد إلى عدن فوافى عمه الطيب قد توفي، فأقام عند أخيه عبد الرحمن نحو ثلاث سنين، وحج ثانية سنة 949 هـ، واجتمع بها بجماعة من علماء الحجاز والحجاج، واجتمع بابن حجر الهيتمي، وتذاكرا في بعض المسائل، فأعجبه فهمه وسعة علمه، وقال: «إنه العالم المجتهد، ولو وافى القرن لكان هو المجدد». وحكي أنهما اختلفا في مسألة، فأراد عبد الله بامخرمة المناظرة، فقال ابن حجر: «الرجل تعتريه حدّة، فلا يصلح للمناظرة». ثم رجع وقصد السلطان أحمد بن محمد بن عبد الودود بن سدّة صاحب ميفعة، لِمَا كان بينهما من المكاتبات، وأقام عنده نحو سنتين. ثم رحل بأهله إلى أحور ونواحيها، وحصل بينه وبين عالم ذلك المخلاف عبد القادر بن أحمد الإسرائيلي مطارحات ومناظرات، اعترف كل لصاحبه بالفضل، ثم رحل إلى بندر عدن سنة 960 هـ، واستوطنه، وولي النظر والتدريس.

## شعره
وكان بليغا فصيحا في الأدب وبارعا في النظم والنثر، وله أشعار وقصائد عظام ومواعظ ومدائح في السلطان بدر بن عبد الله الكثيري. فمن مقاطيعه:

## مؤلفاته
وله تصانيف كثيرة، وأبحاثه في كتبه وأجوبته تدل على قوة فطنته وغزارة مادته، فمن كتبه:
| - حاشية على «تحفة المحتاج» لابن حجر الهيتمي - حاشية على «أسنى المطالب» لزكريا الأنصاري - «مشكاة المصباح في شرح العدة والسلاح» - «شرح الرحبية» - «حقيقة التوحيد وصحيح الاعتقاد في تكفير طائفة أهل الوحدة والاتحاد» في الرد على طائفة ابن عربي - «التنبيهات على بيان الفضيحة الواقعة في النصيحة» - «الفتاوى الصغرى الهجرينية» - «الفتاوى الكبرى» - «اللمعة» في علم الفلك - «معرفة الأوقات وسمت القبلة ومعرفة الساعات» | - «رسالة في علم الحساب» - «رسالة في علم المساحة» - «رشف الزلال الروي في التكميل والتذييل على طبقات الإسنوي» - «رسالة في العمل بالربع المجيب» - «رسالة في ظل الاستواء» - «رسالة في اختلاف المطالع واتفاقها» - «رسالة في المناسك» - «رسالة في القهوة» - «كشف الإشكال المدلهم في حكم رطوبة باطن الرحم» - «الجداول المحققة المحررة» في علم الهيئة |

## وفاته
توفي بعدن في ليلة الاثنين لعشر ليال مضت من شهر رجب سنة 972 هـ، ودفن في الموضع الذي دفن فيه جده عبد الله بن أحمد بامخرمة قرب مشهد الشيخ جوهر.

### استشهادات
1. ↑  الزركلي، خير الدين (2002). الأعلام (PDF). بيروت، لبنان: دار العلم للملايين. ج. الجزء الرابع. ص. 110. مؤرشف من الأصل (PDF) في 2021-07-29.
2. ↑  المقحفي، إبراهيم أحمد (1422 هـ). معجم البلدان والقبائل اليمنية. صنعاء، اليمن: دار الكلمة. ج. الجزء الثاني. ص. 1451. {{استشهاد بكتاب}}: تحقق من التاريخ في: |تاريخ= (مساعدة)
3. ↑  ابن حميد الكندي، سالم بن محمد (1424 هـ). تاريخ حضرموت المسمى بالعدة المفيدة الجامعة لتواريخ قديمة وحديثة. صنعاء، اليمن: مكتبة الإرشاد. ج. الجزء الأول. ص. 212. {{استشهاد بكتاب}}: تحقق من التاريخ في: |تاريخ= (مساعدة)
4. ↑  كحالة، عمر رضا (1376 هـ). معجم المؤلفين. بيروت، لبنان: دار إحياء التراث العربي. ج. الجزء السادس. ص. 95. مؤرشف من الأصل في 2020-12-03. {{استشهاد بكتاب}}: تحقق من التاريخ في: |تاريخ= (مساعدة)
5. ↑  العيدروس، عبد القادر بن شيخ (2001). النور السافر عن أخبار القرن العاشر. بيروت، لبنان: دار صادر. ص. 378.
6. ↑  بافقيه، محمد بن عمر الطيب (1419 هـ). تاريخ الشحر وأخبار القرن العاشر. صنعاء، اليمن: مكتبة الإرشاد. ص. 370. مؤرشف من الأصل في 2021-07-22. {{استشهاد بكتاب}}: تحقق من التاريخ في: |تاريخ= (مساعدة)
7. ↑  السقاف، عبد الرحمن بن عبيد الله (1425 هـ). إدام القوت في ذكر بلدان حضرموت (PDF). بيروت، لبنان: دار المنهاج. ص. 202. {{استشهاد بكتاب}}: تحقق من التاريخ في: |تاريخ= (مساعدة)
8. ↑  السقاف، عبد الله بن محمد (1356 هـ). تاريخ الشعراء الحضرميين. القاهرة، مصر: مطبعة حجازي. ج. الجزء الأول. ص. 157. {{استشهاد بكتاب}}: تحقق من التاريخ في: |تاريخ= (مساعدة)
9. ↑  الحبشي، عبد الله بن محمد (1425 هـ). مصادر الفكر الإسلامي في اليمن. أبوظبي: المجمع الثقافي. ص. 568. {{استشهاد بكتاب}}: تحقق من التاريخ في: |تاريخ= (مساعدة)
10. ↑  باحنان، محمد بن علي زاكن (1420 هـ). جواهر تاريخ الأحقاف (PDF). جدة، السعودية: دار المنهاج. ص. 494. {{استشهاد بكتاب}}: تحقق من التاريخ في: |تاريخ= (مساعدة)
11. ↑  ابن العماد، عبد الحي بن أحمد (1414 هـ). شذرات الذهب في أخبار من ذهب (PDF). دمشق، سوريا: دار ابن كثير. ج. الجزء العاشر. ص. 536. مؤرشف من الأصل (PDF) في 2022-01-17. {{استشهاد بكتاب}}: تحقق من التاريخ في: |تاريخ= (مساعدة)

## روابط خارجية
- في ديوانية سيئون الثقافية: الشافعي الأخير.. «الشيخ عبد الله بن عمر بامخرمة» - جولدن نيوز.